# Lorne Michaels

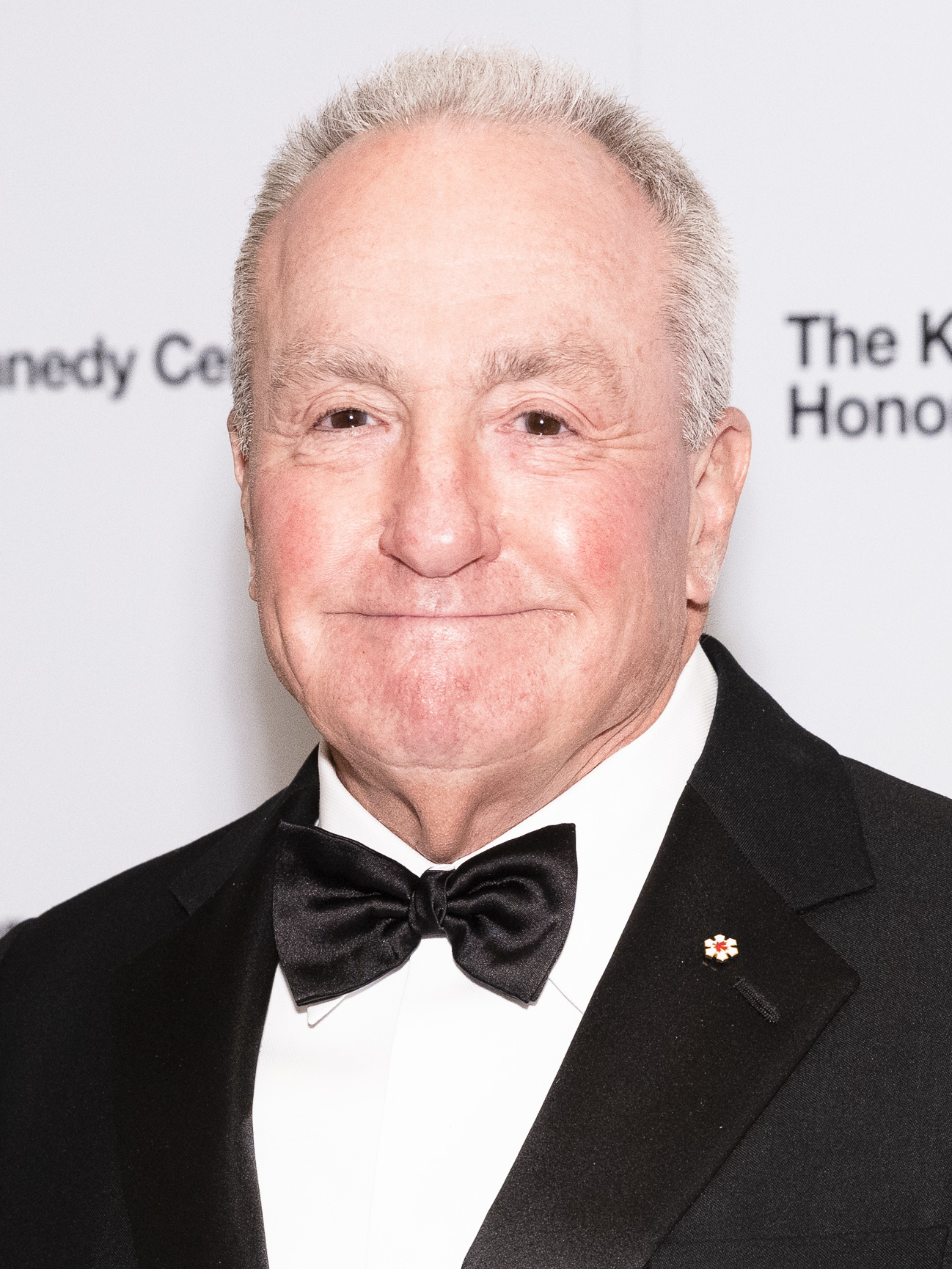
Lorne Michaels (2021)

Lorne Michaels (* 17. November 1944 in Toronto, Ontario als Lorne David Lipowitz) ist ein kanadisch-US-amerikanischer Filmproduzent und Drehbuchautor. Er ist insbesondere als Schöpfer und Produzent der seit 1975 laufenden NBC-Sketch-Show Saturday Night Live bekannt.

## Biografie
Lorne David Lipowitz wurde als Kind jüdischer Eltern in Toronto geboren. Er hat eine jüngere Schwester und hatte einen jüngeren Bruder, der an einem Hirntumor starb. Er besuchte das Forest Hill Collegiate Institute und studierte anschließend an der University College Toronto, wo er 1966 seinen Abschluss in Englisch machte. Nach seinem Abschluss änderte er seinen Namen zu Lorne Michaels und arbeitete zwei Jahre beim Radiosender CBC/Radio-Canada.
1968 zog Michaels nach Los Angeles, wo er als Autor bei den Fernsehserien Laugh-In und The Beautiful Phyllis Diller Show arbeitete und gemeinsam mit Hart Pomerantz in seiner eigenen Show The Hart and Lorne Terrific Hour im kanadischen Fernsehen zu sehen war. 1975 kreierte und produzierte er für den Fernsehsender NBC gemeinsam mit Dick Ebersol die Sketch-Serie NBC's Saturday Night, die seit 1977 unter dem Namen Saturday Night Live läuft. Die Sendung, die live mit Studiopublikum ausgestrahlt wird, wurde schnell zu einem großen Erfolg. Für viele immens erfolgreiche Komiker in den Vereinigten Staaten war und ist die Show der Startpunkt ihrer Karriere. Michaels wirkt noch immer als Produzent von Saturday Night Live, war außerdem auch als Autor und Executive Producer bei der Sendung tätig.

## Filmografie (Auswahl)

### Film
- 1978: The Rutles – All you need is Cash (The Rutles)
- 1981: Jede Nacht zählt (All Night Long)
- 1984: Alles ist vergänglich
- 1986: ¡Drei Amigos! (¡Three Amigos!)
- 1992: Wayne’s World
- 1993: Die Coneheads (Coneheads)
- 1993: Wayne’s World 2
- 1994: Lassie
- 1995: Stuart Stupid – Eine Familie zum Kotzen (Stuart Saves His Family)
- 1995: Tommy Boy – Durch dick und dünn (Tommy Boy)
- 1996: Black Sheep
- 1996: Brain Candy (Kids in the Hall: Brain Candy)
- 1998: A Night at the Roxbury
- 1999: Superstar – Trau’ Dich zu träumen (Superstar)
- 2000: The Ladies Man
- 2001: Enigma – Das Geheimnis (Enigma)
- 2004: Girls Club – Vorsicht bissig! (Mean Girls)
- 2007: Hot Rod – Mit Vollgas durch die Hölle (Hot Rod)
- 2008: Baby Mama
- 2010: MacGruber
- 2012: Unterwegs mit Mum (The Guilt Trip)
- 2020: Vampires vs. the Bronx
- 2024: Mean Girls – Der Girls Club (Mean Girls)

### Serien
- seit 1975: Saturday Night Live
- 1993–2009: Late Night with Conan O’Brien
- 2006–2013: 30 Rock
- 2009–2014: Late Night with Jimmy Fallon
- 2010–2018: Portlandia[3]
- seit 2014: Late Night with Seth Meyers
- seit 2014: The Tonight Show Starring Jimmy Fallon
- seit 2015: Documentary Now![4]
- 2018–2021: Mr. Griffin – Kein Bock auf Schule[5][6]
- 2019–2021: Shrill[7]
- seit 2019: The Other Two[8]
- 2021: Schmigadoon![9]
- seit 2021: Kenan[10]

## Auszeichnungen
- 2004 erhielt er den Mark-Twain-Preis für amerikanischen Humor.[11]
- Im November 2016 zeichnete ihn Präsident Barack Obama mit der Presidential Medal of Freedom aus.[12]